# NGC 3533
NGC 3533 في الفهرس العام الجديد، هي مجرة، تقع في كوكبة قنطورس. اكتشفت في 22 أبريل 1835 بواسطة جون هيرشل.

## روابط خارجية
- NGC 3533 على موقع ويكي سكاي: DSS2, SDSS, GALEX, IRAS, Hydrogen α, X-Ray, Astrophoto, Sky Map, Articles and images